# Lavagna
Lavagna é uma comuna italiana da região da Ligúria, província de Génova, com cerca de 12.897 habitantes. Estende-se por uma área de 13 km², tendo uma densidade populacional de 992 hab/km². Faz fronteira com Chiavari, Cogorno, Ne, Sestri Levante.
Parece que, jà na epoca pré-romana, havia nesta região um povoado chamado de Lavania. O território foi entregado para o abade Columbano a monges que o cuidaram e desenvolveram economicamente.

## Demografia
| Variação demográfica do município entre 1861 e 2011                               |
|                                                                                   |
| Fonte: Istituto Nazionale di Statistica (ISTAT) - Elaboração gráfica da Wikipedia |

## Pessoas notáveis
- Fanny Cadeo:  (11 de setembro de 1970), atriz e modelo

## Outras imagens

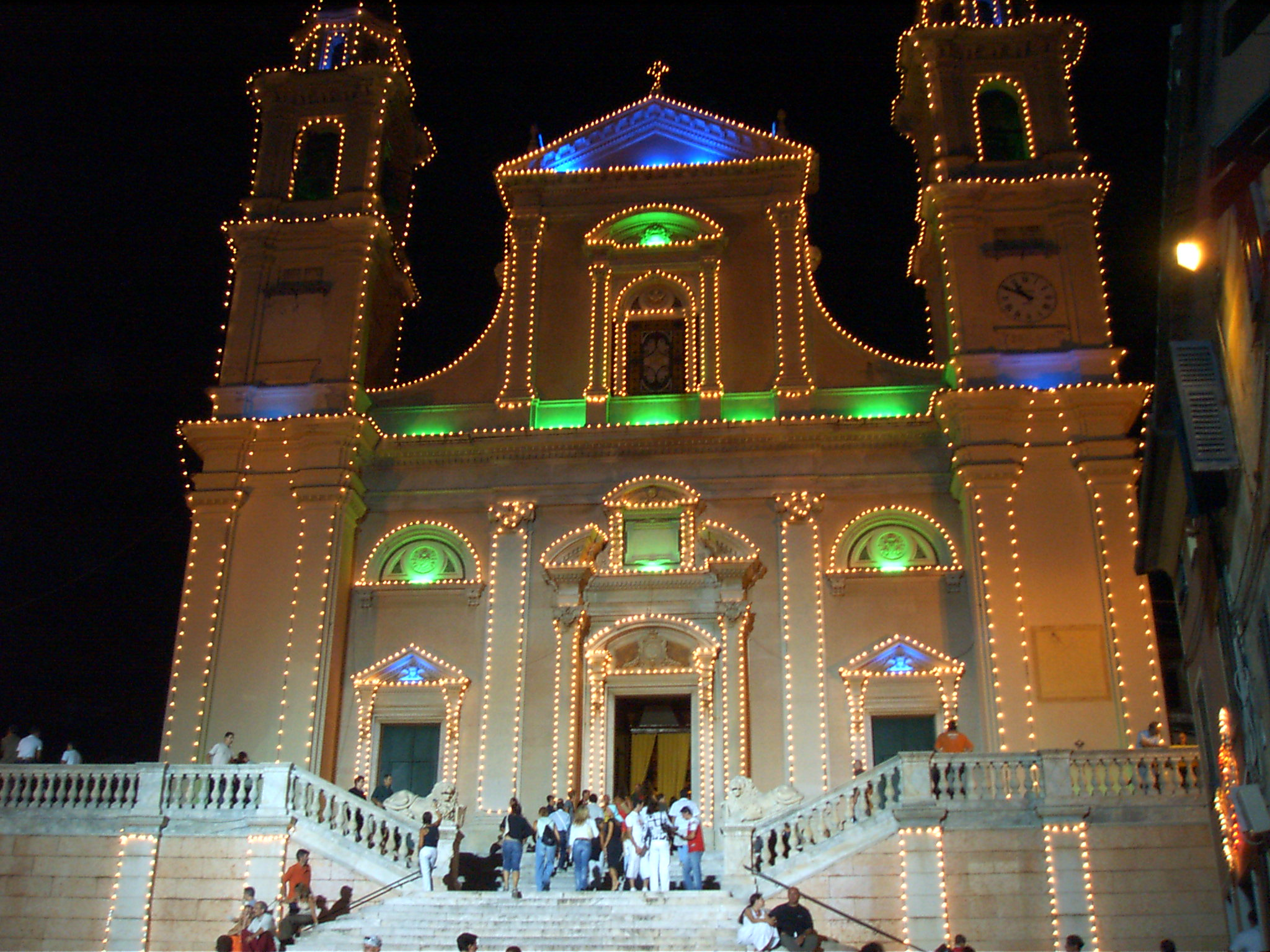
Igreja de santo Estevão
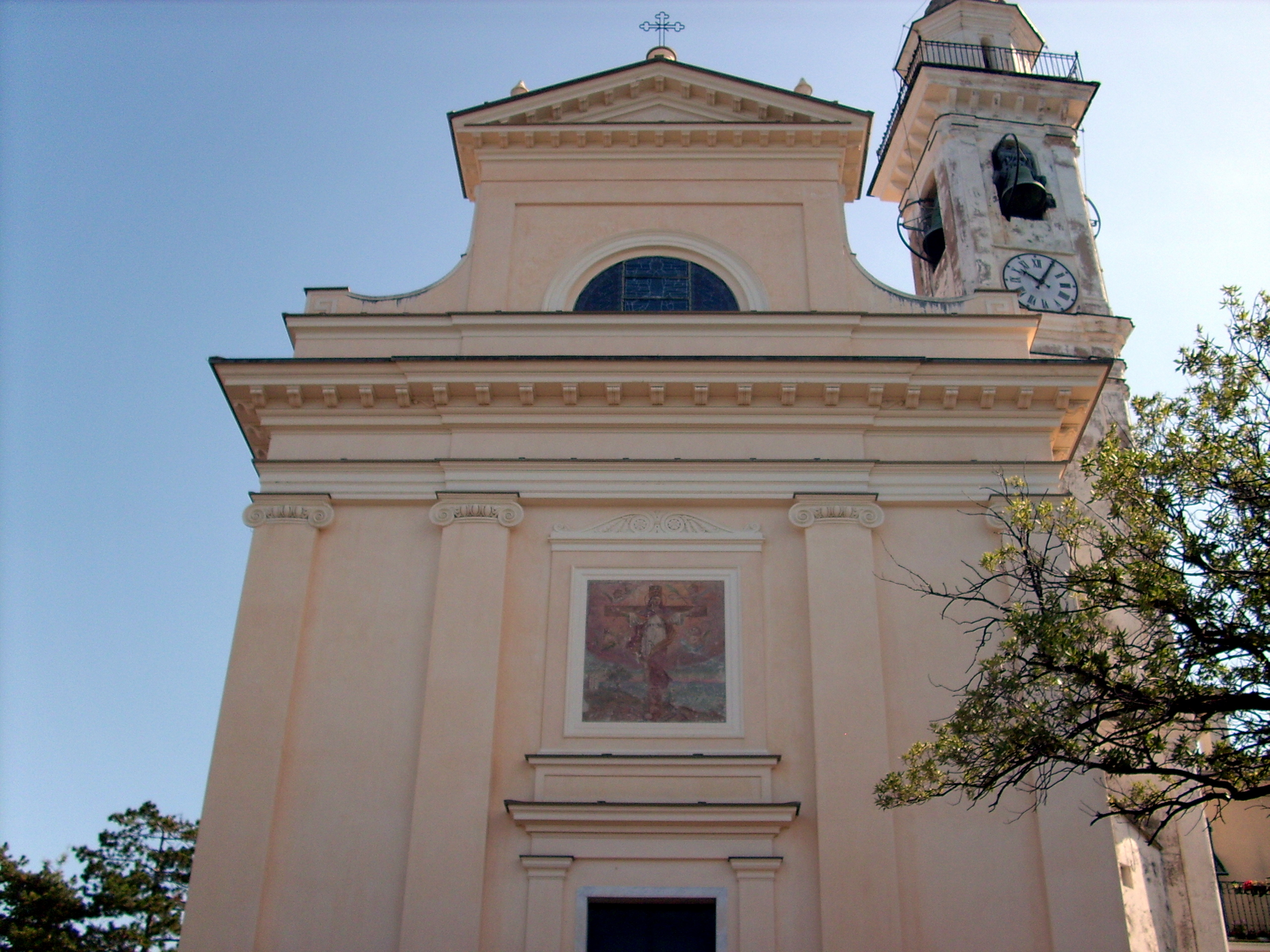
Igreja de santa Julia
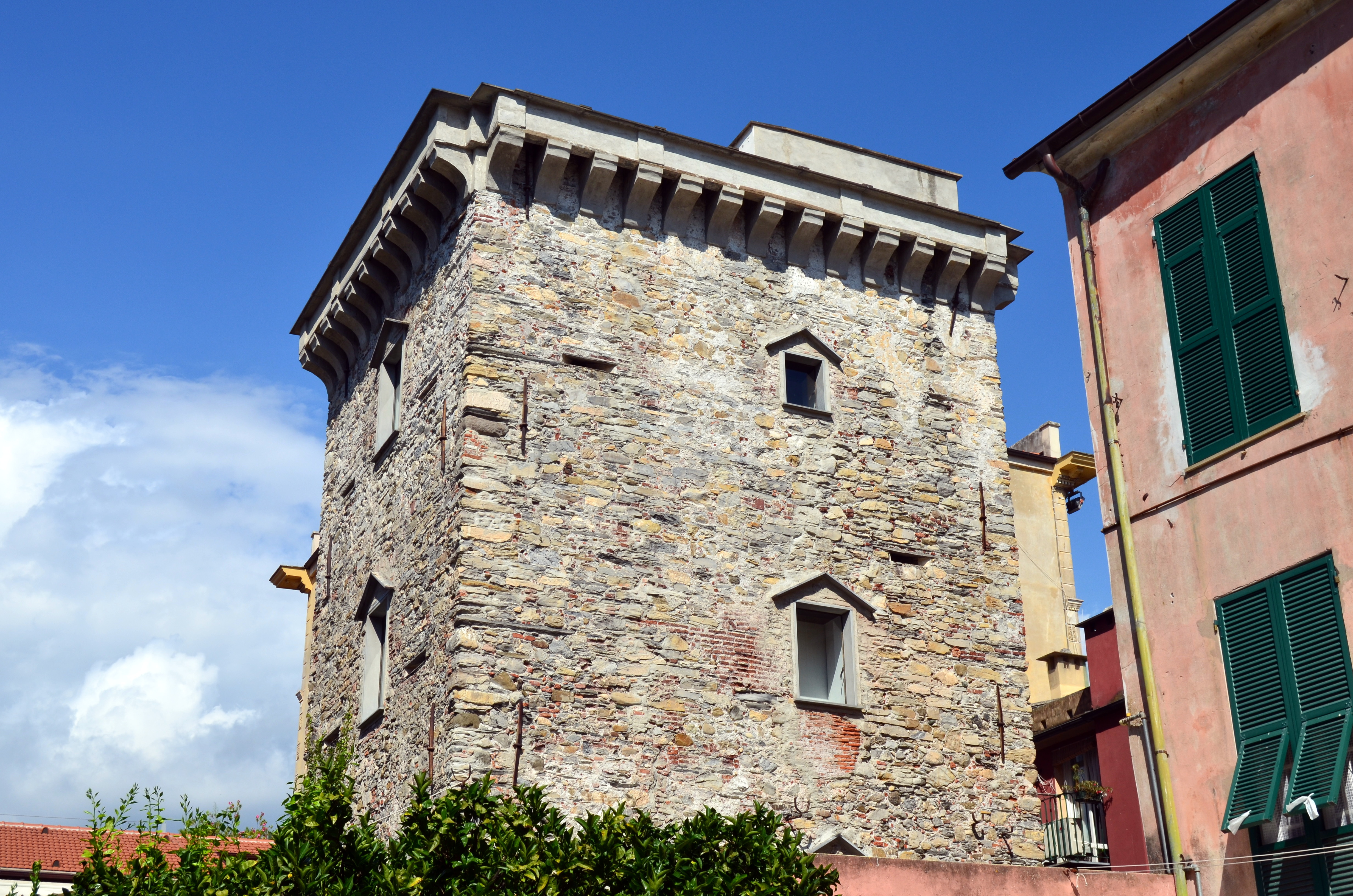
Torre Ravenna (Torre del Borgo)
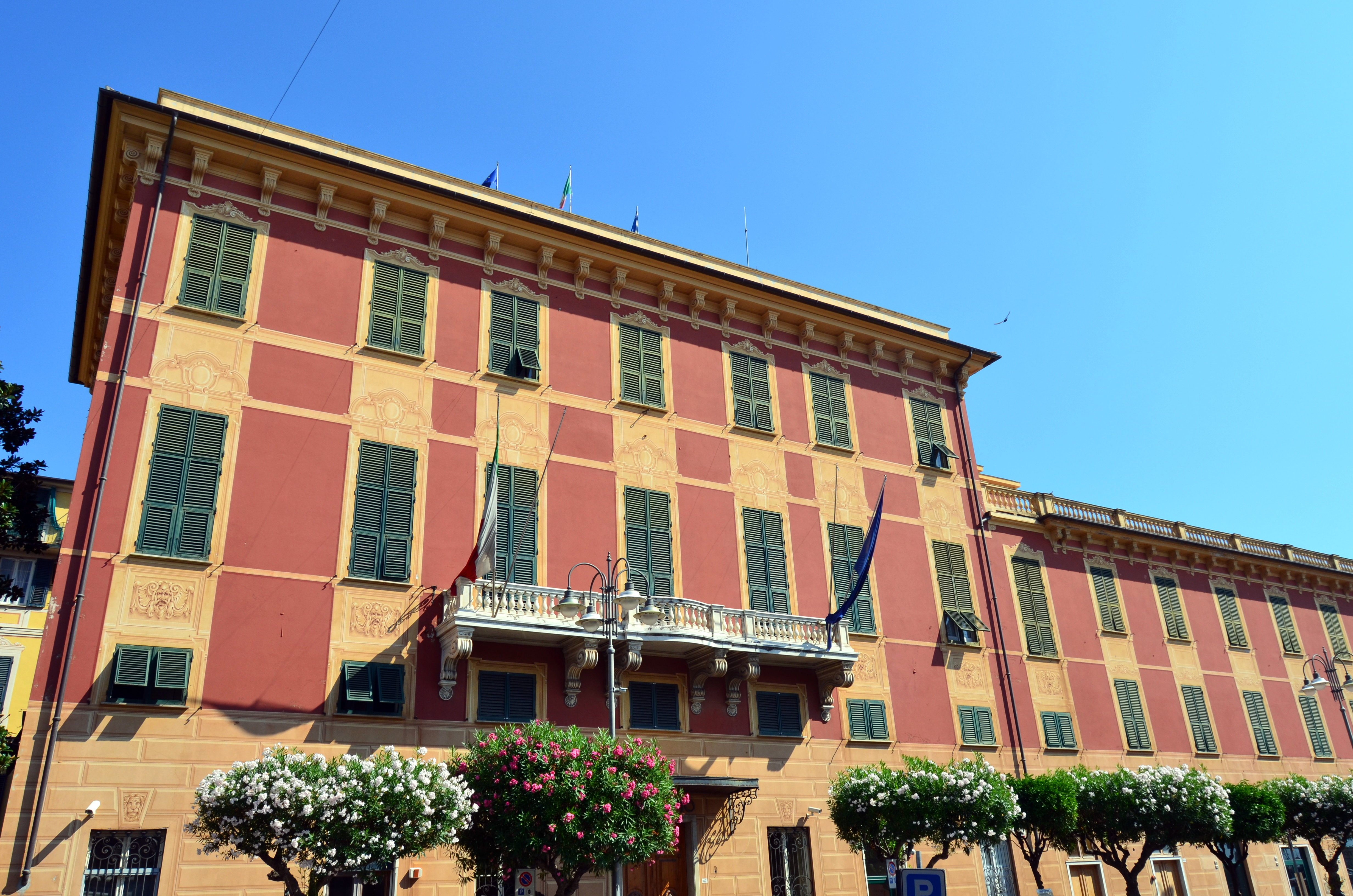
Palácio Franzoni, o palácio municipal

## Bibliografía
- Daniele Calcagno, Istituti di Studi sui Conti di Lavagna, 2001
- Antonio Dallorso, Dalla Basilica al Basilico, Ed. Gammarò, 2008
- Mario Stefano Chiappe, Il Tigullio e il suo entroterra nell'alto Medioevo. I distretti bizantino-longobardi di Lavagna, Sestri e Bargagli, 1996
- Renato Lagomarsino, Mare favole e buoni sapori: Sestri Levante, Lavagna e Cavi, San Salvatore e la valle dell'Entella, val Graveglia, Marasco, 1996
- Francesca Marini, Palazzo Franzoni in Lavagna. Un edificio attraverso la storia, 1996
- Francesca Marini, Tradizioni e vita sociale di Lavagna
- Francesca Marini, Una grande famiglia sul territorio: i Ravenna di Lavagna e di Cavi, 1999
- Francesca Marini, Il palazzo Frugone-Brignole-Scala. Muto testimone della storia locale
- Francesca Marini, Storia dell'ospedale di Lavagna, 1999
- Francesca Marini, La vita quotidiana a Lavagna tra XII e XVI secolo, 1998
- Francesca Marini, Iniziativa pubblica e sofferenza privata. La sanità nel '600 a Lavagna
- Francesca Marini, Storia e tradizione della porta di ponente in Lavagna, 1991
- Francesca Marini, Articoli pubblicati riguardanti tradizioni e vita sociale in Lavagna, 1999
- A. Maestri, Il culto di San Colombano in Italia. Archivio storico di Lodi. 1939 e seg.
- Archivum Bobiense Rivista annuale degli Archivi storici Bobiensi (1979-2008). Bobbio